# Hibonite
La hibonite è un minerale. Nel 2018 è stato dato l'annuncio della scoperta da parte di Levke Kööp di cristalli di Hibonite risalenti ad oltre 4,5 miliardi di anni nella meteorite di Murchison.